# 人工電流源電磁探査法
人工電流源電磁探査法（じんこうでんりゅうげんでんじたんさほう、Controlled-source electromagnetic method、以下CSEM法と略す）とは、物理探査手法の一つであり、人工的な電流源を用いて電流送信を行い、その応答として観測される電場または磁場、もしくはその両方から地下構造を推定する電磁探査手法の一種である。

## 概要
CSEM法は海水中における探査に適しており、海底下数mから数km程度の深さを調査することができる。CSEM法は石油・ガス探査、地下構造探査、金属鉱床探査、ガスハイドレート探査などに用いられることが多い。本手法は主に海底において用いられることが多いが、陸上においても用いられることがある。